# Angelândia
Angelândia este un oraș din unitatea federativă Minas Gerais, Brazilia.